# Meringa otago
Meringa otago är en spindelart som beskrevs av Forster 1990. Meringa otago ingår i släktet Meringa och familjen Synotaxidae. Inga underarter finns listade i Catalogue of Life.